# Ściąg

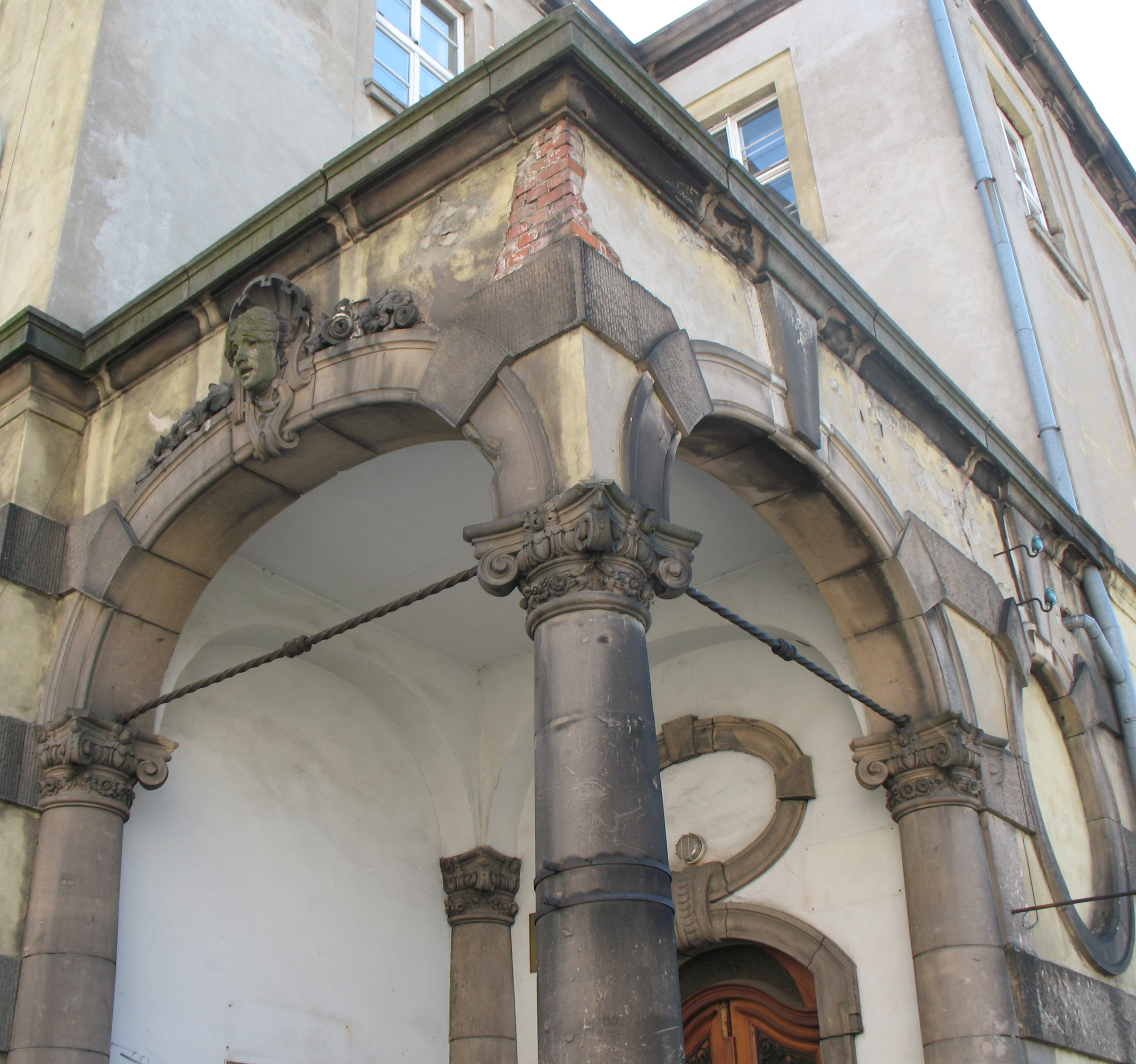
Ściągi stalowe

Ściąg – element konstrukcyjny ściągający, w postaci metalowego (dzisiaj najczęściej stalowego, w starożytności brązowego) pręta, czasem drewnianej belki. 
Ściąg przenosi obciążenia rozciągające, chroni elementy konstrukcji (np. ściany, filary), przed rozsunięciem. Ściąg przed wysunięciem z pionowych elementów konstrukcji zabezpiecza się za pomocą kotew.
W konstrukcji wiązarów wieszarowych ściąg chroni dolne końce krokwi przed rozsunięciem i jednocześnie zabezpiecza ściany budynku przed przejęciem zbyt dużych obciążeń rozpierających (czyli chroni ściany przed przejęciem obciążeń, które spowodowałyby ich rozsunięcie).